# خانه معنوی
خانه معنوی مربوط به دوره قاجار است و در شهرستان آمل، خیابان شهید بهشتی اندیشه ۱۹، کوچه حمیدرضا اسدی بعد از کوچه طبرسی واقع شده و این اثر در تاریخ ۲۲ دی ۱۳۹۹ با شمارهٔ ثبت ۳۳۱۹۴ به‌عنوان یکی از آثار ملی ایران به ثبت رسیده‌است.